# V529 Андромеды
V529 Андромеды (лат. V529 Andromedae), HD 8801 — двойная звезда в созвездии Андромеды на расстоянии приблизительно 175 световых лет (около 53,8 парсеков) от Солнца. Возраст звезды определён как около 676 млн лет.

## Характеристики
Первый компонент (CCDM J01274+4106A) — белая Am-звезда, переменная звезда типа Гаммы Золотой Рыбы (GDOR) и переменная звезда типа Дельты Щита (DSCT) спектрального класса A7Vm, или A3, или A5-F0. Видимая звёздная величина звезды — от +6,51m до +6,48m. Масса — около 1,6 солнечной, радиус — около 1,62 солнечного, светимость — около 6,16 солнечных. Эффективная температура — около 7560 К.
Второй компонент (CCDM J01274+4106B) — жёлто-белая звезда спектрального класса G-F. Видимая звёздная величина звезды — +13,4m. Радиус — около 1,4 солнечного, светимость — около 2,348 солнечных. Эффективная температура — около 6037 K. Удалён на 15,3 угловых секунд.

## Планетная система
В 2019 году учёными, анализирующими данные проектов HIPPARCOS и Gaia, у звезды обнаружена планета.